# Villalobón
Villalobón é um município da Espanha na província de Palência, comunidade autónoma de Castela e Leão, de área 18,97 km² com população de 608 habitantes (2004) e densidade populacional de 32,05 hab/km².

## Demografia
| Variação demográfica do município entre 1991 e 2004 | Variação demográfica do município entre 1991 e 2004 | Variação demográfica do município entre 1991 e 2004 | Variação demográfica do município entre 1991 e 2004 |
| --------------------------------------------------- | --------------------------------------------------- | --------------------------------------------------- | --------------------------------------------------- |
| 1991                                                | 1996                                                | 2001                                                | 2004                                                |
| 257                                                 | 292                                                 | 430                                                 | 608                                                 |